# Gerhard Dell
Gerhard Dell ist ein österreichischer Energiewirtschaftler, Landesenergiebeauftragter im österreichischen Bundesland Oberösterreich und Geschäftsführer des O.Ö. Energiesparverbandes.

## Leben
Nach dem Besuch der höheren technischen Lehranstalt studierte er Elektrotechnik und Energiewirtschaft an der Technischen Universität Graz. Während dieser Zeit gründete er gemeinsam mit R. Hruby und J. Sojer das Start-Up Peronospara-Messtechnik. Seine Promotion mit Auszeichnung zum Doktor der technische Wissenschaften erfolgte 1992.
Als Energiebeauftragter ist er unter anderem für die Umsetzung des oberösterreichischen Energiekonzeptes und der damit verbundenen Programme zuständig. Als Energieexperte ist er besonders in den Bereichen erneuerbare Energieträger, Energieeffizienz und neue Energietechnologien aktiv. Dell ist Universitätslektor an der Johannes Kepler Universität Linz, Mitglied des Elektrizitätsbeirates und Experte für die europäische Kommission. Außerdem Träger des österreichischen Staatspreises für Energieforschung, des goldenen Verdienstzeichens der Republik Österreich und hat zahlreiche Fachpublikationen zu den Themen Energietechnologie, Ökoenergie, Energiewirtschaft und Energiepolitik veröffentlicht.

## Werke
- Carbon Capture Utilitisation and Storage - Energiewende in der Industrie. Konferenz NEFI Talk, Linz 2025
- Energy and climate balances for businesses. Conference Proceedings Industrial Energy Transition Conference 2025, Wels 2025
- Energy Communities – next level. Conference Proceedings World Sustainable Energy Days 2024, Wels/Linz 2024
- The energy transition investment boom in Upper Austria. Conference Proceedings World Sustainable Energy Days 2021, Wels/Linz 2021
- Upper Austria's energy efficiency economy. Conference Proceedings World Sustainable Energy Days 2018, Wels/Linz 2018
- Smart home – energiesparend & digital: So funktioniert das digitale Zuhause. Broschüre OÖ Energiesparverband; Linz 2017
- mit Ch. Egger (Hrsg.): World Sustainable Energy Days Next 2014 – Conference Proceedings. Springer Fachmedien, Wiesbaden 2015, ISBN 978-3-658-04354-4.
- mit Ch. Egger, C. Öhlinger: Successful Wood energy development and implementation: sustainable heating in Upper Austria. In: Francisco X. Aguilar (Hrsg.): Wood Energy in Developed Economies. Routledge, New York 2014, ISBN 978-0-415-71169-2, S. 279ff.
- Regionale Energiekonzepte – Utopie ist machbar. In: R. Giffinger, S. Zech (Hrsg.): Energie und Raum. (= Forum Raumplanung. Band 20). Wien 2013, ISBN 978-3-643-50507-1, S. 137ff.
- mit L. Kranzl, G. Kalt, A. Müller, M. Hummel, C. Egger und Ch. Öhlinger: Renewable energy in the heating sector in Austria with particular reference to the region of Upper Austria. In: Energy Policy. Volume 59, 2013, S. 17–31, Oxford 2013, ISSN 0301-4215
- Energieeffizienz als Chance – Vorteile auch für öffentliche Haushalte. In: ÖHW Das öffentliche Haushaltswesen. Jahrgang 53, Heft 1–3, Wien 2012.
- Das Passivhaus in Oberösterreich. In: MACH2 Magazin für Technikgeschichte. 02/2012; Oberösterreichische Landesmuseen, ISSN 2078-547X, Linz 2012.
- Die Energiezukunft Oberösterreich 2030 als Beispiel für eine auf Nachhaltigkeit ausgerichtete regionale Energiestrategie. In: H. K. Prammer (Hrsg.): Corporate Sustainability. Gabler Verlag – Springer Science, Wiesbaden 2010, ISBN 978-3-8349-2499-5.
- Photovoltaik. In: OIB aktuell. 11. Jahrgang, März 2010, S. 309ff, ISSN 1615-9950.
- Solare Prozesswärme – Sonnenenergie anders genutzt. In: Die Alpenkonvention. Nummer 59, Frühsommer 2010.
- Die nächsten Schritte der europäischen Gebäuderichtlinien. In: Zeitschrift Perspektiven. Nr. 1/2, 2009, ISSN 0004-7805.
- Weiterentwicklung der europäischen Gebäuderichtlinie EPBD. In: OIB aktuell. Heft 4, Dezember 2008, 9. Jahrgang ISSN 1615-9950.
- Anreizinstrumente zur biogenen Strom- und Wärmeerzeugung in Österreich. In: Strom und Wärme aus biogenen Festbrennstoffen. (= VDI Berichte. 2044). Salzburg 2008, ISBN 978-3-18-092044-3.
- mit Ch. Egger: Energy efficiency in the design of buildings. In: Fraser Armstrong, Katherine Blundell (Hrsg.): Energy beyond oil. Oxford University Press, Oxford 2007, ISBN 978-0-19-920996-5, S. 181.
- Neuer Energieausweis im Baurecht. In: OIB aktuell. Heft 1, März 2008, 9. Jahrgang ISSN 1615-9950.
- Gestaltung und Umsetzung regionaler energie- und umweltwirtschaftlicher Konzeptionen – Wissenschaft und Praxis. In: Dimensionen der Umweltwirtschaft. Universitätsverlag Rudolf Traumer, Linz 2005, ISBN 3-85487-805-2.
- mit Ch. Egger, Ch. Öhlinger: Vom Niedrigenergiehaus zum Passivhaus – vom Schlagwort in die Praxis. In: e&i. Heft 4/2003.
- Von Niedrig- bis Nullenergie. In: Alpen-report. Verlag Paul Haupt, Bern/Stuttgart/Wien 2001, ISBN 3-258-06371-0.
- mit Ch. Egger, Ch. Öhlinger: Making things happen! Regional action plans for renewables. In: Renewable Energy World. Vol 3/No 4/July-Aug 00. London 2000.
- mit Ch. Egger (Hrsg.): World Sustainable Energy Days 2005–2012. Conference Proceedings. Linz/Wels 2005, 2006, 2007, 2008, 2009, 2010, 2011, 2012.
- mit Ch. Egger (Hrsg.): Renewable Energy Policies in Central and Eastern Europe. Conference Proceedings. European Commissions/SYNERGY-Programm/O.Ö. Energiesparverband, Linz/Brüssel 1997.
- mit Ch. Egger (Hrsg.): Biomass – the green Energy. Conference Proceedings. European Commission/O.Ö. Energie-sparverband, Linz/Wels/Brüssel 1997.
- mit Ch. Egger (Hrsg.): Energy Policies for a Common Future. Conference Proceedings. European Commission/SYNERGY-Programme/O.Ö. Energiesparverband, Linz/Baden/Brüssel 1995.
- mit Ch. Egger (Hrsg.): Betriebliches Energiemanagement. Tagungsband. O.Ö. Energiesparverband, Linz 1993.
- mit Folkmar Kotzmann und Peter-Jörg Jansen: Energiekonzept Oberösterreich: Kurzfassung. 1993.
- mit Manfred Sakulin: Energiesparpotential elektrischer Haushaltsgeräte. 1991.
- mit Marlies Ortner: Ökopfad: ein Umweltbuch für Jugendgruppen. Amt d. Steiermärk. Landesregierung, Landesjugendreferat, 1990.

| Personendaten    | Personendaten                              |
| ---------------- | ------------------------------------------ |
| NAME             | Dell, Gerhard                              |
| KURZBESCHREIBUNG | österreichischer Landesenergiebeauftragter |
| GEBURTSDATUM     | 20. Jahrhundert                            |